# Flerden
Flerden (toponimo tedesco; in romancio Flearda) è un comune svizzero di 262 abitanti del Canton Grigioni, nella regione Viamala.

## Geografia fisica

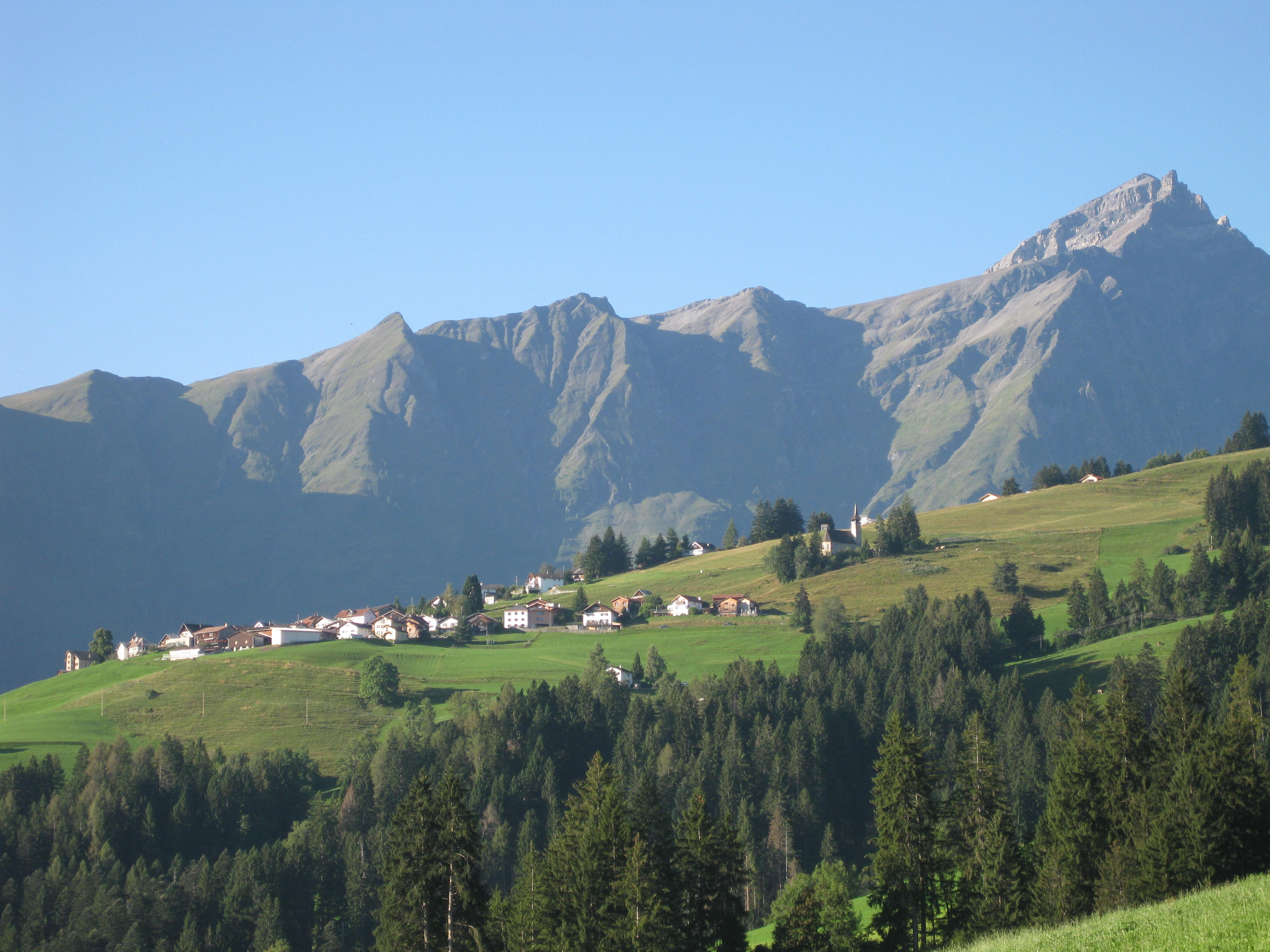
Flerden e i monti dell'Heinzenberg

Flerden è situato nell'Heinzenberg, sulla sponda sinistra della valle del Reno Posteriore.

## Monumenti e luoghi d'interesse
- Chiesa riformata di San Leonardo, attestata dal 1466[3].

## Società

### Evoluzione demografica
L'evoluzione demografica è riportata nella seguente tabella:
Abitanti censiti

### Lingue e dialetti
Già paese di lingua romancia, Flerden si è progressivamente germanizzato e nel 1900 non c'era più popolazione di lingua romancia.

## Economia
L'economia locale trae impulso principalmente dall'allevamento.

## Infrastrutture e trasporti
Flerden dista 6,5 km dalla stazione ferroviaria di Thusis, 7 km dall'uscita autostradale di Thusis sud, sulla A13/E43, e 32 km da Coira.